# متلازمة آفيليس
متلازمة آفيليس هي اضطرابٌ عصبيٌ يحدث فيه شكلٌ متميزٌ من الشلل المتناوب، فيحدث شللٌ في الحنك الرخو والأحبال الصوتيَّة من جهة، مع فقدان الإحساس بالألم والحرارة من جهةٍ أخرى، وتشمل الأطراف والجذع والرقبة. ينتج عادةً عن انسداد الشريان الفقري في آفات النواة الملتبسة والسبيل الهرمي. قد تكون متلازمة هورنر مرتبطةً بها. في الوصف الأصلي للمتلازمة، كان العصب المبهم والعصب البلعومي اللساني متأثرين أيضًا، ولوحظ في وقتٍ لاحق تأثر مصاحب للأعصاب القحفيَّة المجاورة.